# Stazione di Ina-Chūō
La stazione di Ina-Chūō (伊奈中央駅?, Ina-Chūō-eki) è una fermata ferroviaria servita dal people mover linea Ina della cittadina di Ina, nella prefettura di Saitama, in Giappone.

## Storia
La stazione venne aperta il 22 dicembre 1983 in concomitanza con l'inaugurazione della linea Ina.

## Linee e servizi
Saitama New Urban Transit
● Linea Ina (New Shuttle)

## Struttura
La stazione è realizzata lungo il viadotto del Tōhoku Shinkansen e dispone di un marciapiede a isola con due binari passanti.
| 1 | ■ Linea Ina (New Shuttle) | per Uchijuku |
| 2 | ■ Linea Ina (New Shuttle) | per Ōmiya    |

## Stazioni adiacenti
| «         | Servizio      | »         |
| Linea Ina | Linea Ina     | Linea Ina |
| --------- | ------------- | --------- |
| Shiku     | Tutti i treni | Hanuki    |